# Maite Brik
Maite Brik   (el Raval, 29 de maig de 1945 - Madrid, 28 de setembre de 2024) va ser una actriu catalana que va treballar principalment en el teatre, però també en el cinema, en actiu des dels anys 1960.

## Biografia
Els seus inicis professionals se situen a mitjan dècada de 1960 quan s'incorporà a la companyia de teatre de Núria Espert on va romandre durant tres anys i va tenir l'ocasió d'interpretar grans autors tant clàssics com contemporanis. Després de formar-se al costat de John Strasberg va desenvolupar una carrera interpretativa fonamentalment sobre els escenaris. Entre les peces en les quals va intervindre figuren Yerma, Nuestra Natacha (1966), La casa de las chivas (1969), de Jaume Salom, Lisístrata (1972), d'Aristòfanes, Divinas palabras (1973), de Valle-Inclán, Esperando a Godot (1978), de Samuel Beckett, La señorita de Tacna (1983), de Mario Vargas Llosa, Don Álvaro o la fuerza del sino (1983), del Duc de Rivas, El público (1987), de Federico García Lorca o Salomé (2016), d'Oscar Wilde.
El 1994 va tenir especial èxit la seva interpretació de Frida K, de Gloria Montero, sobre la pintora Frida Kahlo. Més endavant va intervenir a Amor de Don Perlimplín con Belisa en su jardín (2006), de García Lorca i La reina de belleza de Leenane (2011).
Quant a la seva carrera en cinema i televisió, no representà el gruix de la seva trajectòria. Tot i així, va rodar nou pel·lícules, entre les quals destacà Extramuros (1985), de Miguel Picazo. A la pantalla petita va intervenir en algunes obres de teatre televisades dins de l'espai Estudio 1, entre les quals mereix especial esment Los amantes de Teruel (1969).